# Szymon Poradowski
Szymon Kazimierz Poradowski herbu Sas, pseudonim „Franciszek Dembowski”, „Piotr” (ur. 18 lipca 1909 w Kaliszu-Ogrodach, zm. 29 maja 1983 we Wrocławiu) – działacz Stronnictwa Narodowego, działacz społeczny, nauczyciel gimnazjalny i akademicki.
Mąż Wandy Poradowskiej z d. Sprusińskiej, ojciec trójki dzieci: Michała Kazimierza Poradowskiego (ur. 1941), Ewy Marii Poradowskiej-Werszler (ur. 1942) i Wandy Jolanty Poradowskiej-Jeszke (ur. 1944).

## Życiorys

### Młodość
Urodził się w Ogrodach (dziś dzielnica Kalisza), w rodzinie ziemiańskiej Stanisława Poradowskiego i Wandy z domu Bienieckiej. Dzieciństwo spędził w majątku rodzinnym w Niedźwiadach. Uczył się w Państwowym Gimnazjum im. Tadeusza Kościuszki w Kaliszu, w którym w 1927 złożył egzamin dojrzałości. W 1920 wstąpił do ZHP, w którym później został instruktorem, a w 1928 mianowany podharcmistrzem. Prowadził obozy instruktorskie, wędrowne i żeglarskie.

### Studia i praca zawodowa
Podjął studia na Uniwersytecie Warszawskim, które ukończył w 1932 jako magister fizjologii w zakresie zoologii wraz z anatomią porównawczą. Od 1 września 1932 uczył biologii, chemii i geografii w gimnazjum i liceum Zgromadzenia Księży Marianów na Bielanach w Warszawie (do aresztowania w 1945). Równocześnie dalej studiował geografię oraz pedagogikę. W 1939 otrzymał dyplom nauczycielski. W latach 1932–1945 był członkiem Towarzystwa Nauczycieli Szkół Średnich i Wyższych, od 1935 członkiem Prezydium Zarządu Głównego tego stowarzyszenia. Organizował wraz z rektorem Uniwersytetu Warszawskiego cykl wykładów tzw. Uniwersytetu Powszechnego dla mieszkańców miast na prowincji.

### Działalność partyjna i konspiracja wojenna
Od 1933 członek Stronnictwa Narodowego, m.in. w Warszawie pełnił funkcję komisarza Narodowej Organizacji Gimnazjalnej. Po śmierci Romana Dmowskiego został członkiem frakcji Jędrzeja Giertycha i Kazimierza Kowalskiego w SN.
W październiku 1939 był współzałożycielem, obok Karola Stojanowskiego, Narodowo-Ludowej Organizacji Wojskowej, członkiem jej Komendy Głównej (m.in. wraz ze swoim bratem ks. Michałem Poradowskim, kapelanem wojskowym), kierownikiem organizacji na terenie szkół średnich oraz zastępcą ogólnopolskiego komisarza tajnej organizacji akademickiej. W 1942 opowiedział się przeciwko akcji scaleniowej Narodowej Organizacji Wojskowej z Armią Krajową i wsparł utworzoną w lipcu 1942 Tymczasową Komisję Rządzącą SN. Wybrany został przez tę komisję na członka Wojennego Zarządu Głównego SN (tzw. secesjoniści). Opowiedział się za ścisłą współpracą z „Grupą Szańca” i OW ZJ. W 1943 wszedł w skład Tymczasowej Narodowej Rady Politycznej, ciała nadrzędnego wobec Narodowych Sił Zbrojnych (pion wojskowy) oraz Służby Cywilnej Narodu (pion cywilny) zjednoczonych organizacji. W okresie kolejnej fazy akcji scaleniowej NSZ z AK. 1 kwietnia 1944 powrócił do SN, a w czerwcu 1944 wszedł w skład jego Zarządu Głównego. Mieszkał wraz z rodziną w podstołecznych Chylicach, a w okresie powstania warszawskiego w Boernerowie.

### Konspiracja w PRL i represje
Po aresztowaniu przez NKWD szesnastu przywódców Polskiego Państwa Podziemnego, w tym członków władz Stronnictwa Narodowego, jako członek ZG SN pełnił również funkcję przewodniczącego Dzielnicy Warszawskiej obejmującej Warszawę-miasto oraz okręgi: Warszawski, Białostocki i Łódzki. Utrzymywał kontakt z podległymi ZG SN komendantami NZW (głównie z komendantem Okręgu Białostockiego NOW/NZW Mieczysławem Grygorcewiczem „Ostrowskim”, był też członkiem Rady Wychowania Narodowego przy ZG SN.
Po utworzeniu Tymczasowego Rządu Jedności Narodowej był zwolennikiem ujawnienia się i przejścia do legalnej opozycji wobec komunistów. W sierpniu 1945 był jednym z inicjatorów powołania Komitetu Legalizacyjnego SN i jego członkiem. Wraz z sześcioma innymi politykami stronnictwa, podpisał się pod memoriałem skierowanym 23 sierpnia 1945 do Bolesława Bieruta jako prezydenta Krajowej Rady Narodowej. Sygnatariusze memoriału zamierzali dotrzeć do podziemia zbrojnego z apelem o zaprzestanie walk i wsparcie starań legalizacyjnych, w związku z tym Poradowski utrzymywał kontakt z Okręgiem Białostockim NZW. W początkach października 1945 spotkał się także z kurierem prezesa SN Tadeusza Bieleckiego z Londynu, Konradem Niklewiczem „Radzikiem”, który doradzał pozostanie w konspiracji.
Aresztowany podczas prowadzenia zajęć lekcyjnych w szkole ks. Marianów na Bielanach 19 października 1945 i osadzony w aresztach śledczych początkowo przy ul. Stalowej, następnie ul. Szerokiej, w końcu przy ul. Cyryla i Metodego w Warszawie. Pozostali aresztowani wówczas sygnatariusze memoriału (Jan Bielawski, Antoni Orszagh, Kazimierz Kobylański) zostali wkrótce wypuszczeni i podjęli starania na rzecz uwolnienia Poradowskiego, jednakże jego sprawę UB oraz prokuratora Antoniego Mamrota, a następnie Kazimierza Graffa włączyli do procesu Okręgu Białostockiego NZW (Mieczysława Grygorcewicza występującego w procesie pod nazwiskiem „Ostrowski”). Skazany 21 października 1946 przez Wojskowy Sąd Rejonowy w Warszawie, w składzie: mjr Eugeniusz Krzewski (przewodniczący), por. Stanisław Kaczmarek i por. Tadeusz Przesmycki (sędziowie), na 7 lat pozbawienia wolności. Na mocy amnestii z 2 sierpnia 1945 zmniejszono mu karę do 5 lat. Oskarżał prokurator kpt. Maksymilian Lityński, który żądał kary śmierci; bronił mecenas Mojżesz (Mieczysław) Maślanko. Poradowski więziony był w Warszawie przy ul. 11 Listopada. Odzyskał wolność w wyniku kolejnej amnestii, 10 marca 1947.
Zamieszkał we Wrocławiu. W kwietniu 1947 spotkał się z Adamem Doboszyńskim, który od grudnia 1946 przebywał nielegalnie w kraju z zamiarem powołania tajnego ośrodka ideowego obejmującego środowiska katolicko-narodowe. Poradowski nie zamierzał włączać się do konspiracji. Powtórnie aresztowany 7 września 1947 w związku z zatrzymaniem przez UB Adama Doboszyńskiego po trzech dniach przewieziony do gmachu Ministerstwa Bezpieczeństwa Publicznego w Warszawie. Ponad 2 lata był więziony w areszcie śledczym na Mokotowie.
Skazany w procesie wraz z Kazimierzem Kobylańskim, Władysławem Jaworskim, Kazimierzem Iłowieckim oraz Redke przez WSR w Warszawie 23 września 1949 na 8 lat pozbawienia wolności i przepadek mienia (w ramach egzekucji tej części wyroku UB zabrał meble z jego mieszkania). Naczelny Sąd Wojskowy postanowieniem z 6 kwietnia 1950 utrzymał wyrok. NSW orzekał w składzie:
1. mjr. Mieczysław Widaj – przewodniczący,
2. kpr. Władysław Krysiak – sędzia,
3. kpr. Eugeniusz Dzionek – sędzia,
4. chor. Marian Galas – protokolant.

bez udziału prokuratora, natomiast z udziałem obrońcy z wyboru, adw. Lecha Buszkowskiego. Karę odbywał w Zakładzie Karnym we Wronkach. Na mocy amnestii z 22 listopada 1952, postanowieniem Naczelnej Prokuratury Wojskowej z 10 marca 1953, wyszedł na wolność 14 marca tego roku.

### Praca zawodowa i naukowa
Wrócił do Wrocławia, przez kolejnych 9 miesięcy nie mógł znaleźć żadnej pracy, następnie zatrudnił się w Polskim Związku Wędkarskim. Od 1955 do 1 marca 1960 pracował na stanowisku asystenta naukowo-dydaktycznego w Miejskim Ogrodzie Zoologicznym we Wrocławiu, organizował ogólnopolskie zjazdy naukowe dla pracowników ogrodów zoologicznych z wyższym wykształceniem, równocześnie od 1956 był pracownikiem naukowym w zakładzie biologii Wyższej Szkoły Wychowania Fizycznego we Wrocławiu. Brał udział w wielu konferencjach naukowych. Był autorem kolekcji zdjęć przyrodniczych (w tym ok. 2500 portretów zwierząt, 700 z nich wydał drukiem). W latach 1962–1966 przygotowywał pracę doktorską, którą obronił na Wydziale Nauk Przyrodniczych Uniwersytetu Wrocławskiego. W okresie „odwilży politycznej” i w związku z aktywnością środowiska byłych narodowców, poddany był inwigilacji przez Służbę Bezpieczeństwa. W 1959 został aresztowany w ramach prewencyjnych zatrzymań grupy działaczy Stronnictwa Narodowego. Po nocy spędzonej w areszcie odnowiła się nabyta w więzieniu gruźlica płuc.

### Ostatnie lata życia
W 1975 odszedł na emeryturę jako starszy wykładowca. W czasie stanu wojennego 8 stycznia 1982 próbowano Poradowskiego aresztować w ramach działań prewencyjnych przeciw działaczom NSZZ „Solidarność”. Próba zakończyła się jednak już tylko rewizją mieszkania przez funkcjonariuszy milicji oraz zastraszeniem rodziny.
Zmarł 29 maja 1983 we Wrocławiu. Pochowany został w podkaliskim Kokaninie, w grobie rodzinnym. Odznaczony pośmiertnie w 1993 Orderem Męczeństwa i Zwycięstwa dla represjonowanych od 1939 do 1989 r. Za Walkę o Polskę Wolną i Sprawiedliwą oraz w 1995 Krzyżem Narodowego Czynu Zbrojnego.